# Leslie Graves
Leslie Marie Graves est une actrice américaine née le 29 septembre 1959 à Silver City, Nouveau-Mexique, et morte le 23 août 1995 à Los Angeles, Californie.

## Filmographie

### Cinéma
- 1981 : Piranha 2 : Les Tueurs volants (Piranha Part Two: The Spawning) de James Cameron et Ovidio G. Assonitis : Allison Dumont
- 1982 : Un justicier dans la ville 2 (Death Wish 2) de Michael Winner : Nirvana's Girl 2

### Télévision

#### Séries télévisées
- 1972 : Mary Tyler Moore : Dee Dee (saison 2, épisode 18)
- 1973 : Here We Go Again (en) : Cindy Standish (13 épisodes)
- 1983 : Capitol : Brenda Clegg (2 épisodes)